# Loxosceles carmena
Loxosceles carmena är en spindelart som beskrevs av Willis J. Gertsch och Ennik 1983. Loxosceles carmena ingår i släktet Loxosceles och familjen Sicariidae. Inga underarter finns listade i Catalogue of Life.